# ALL TIME BEST (UVERworldのアルバム)
『ALL TIME BEST』（オール・タイム・ベスト）は、UVERworldの2枚目のベスト・アルバム。2018年7月18日にgr8!recordsから発売された。

## 概要
『NEO SOUND BEST』からおよそ9年ぶりとなるベストアルバム。Disc 1にはメンバー選出による楽曲を収録。Disc 2には特設サイトでのファン投票により決定した楽曲1～50位までの中から選出して収録。Disc 3にはバラードナンバーをメインに再レコーディングされた楽曲を収録。
通常盤・初回限定盤（DVDあるいはBlu-ray）・完全生産限定盤の4形態での発売。初回限定盤にはこれまでのライブ映像をまとめたDVDおよびBlu-rayが付属。完全生産限定盤にはこれまでのライブから音源化したCDとシリアルナンバー、スペシャリティーカードが付属されている。また、本作未収録の楽曲を収めたEXTRA EDITIONを配信限定で同日にリリースした。
各形態のジャケットがそれぞれ異なっており、完全生産限定盤はLPサイズとなっている。
DISC 1の収録時間は83分21秒。THE YELLOW MONKEYのセルフカバー・ベストアルバム『THE YELLOW MONKEY IS HERE. NEW BEST』（2017年発売）が持つ世界最長収録時間（80分57秒）を上回った。

## 背景
TAKUYA∞は『TYCOON』完成後、ベストアルバムをいつ発売してもいいとの思いがあった。これまでの音楽性に区切りがついたこともあり、本作の発売に至ったと述べている。前回のベストアルバム『NEO SOUND BEST』はシングルコレクションの様相を呈し、近年のライブでは演奏する頻度の減った楽曲が多くを占めていた。そのため、現在のUVERworldを新来者に認知してもらいたいという趣旨のもと、メンバー内で選曲の投票が行われた。さらに、ファンたちのニーズも踏まえたファン投票の企画があがった。

## 収録内容

### CD【全形態共通】

#### Disc 1 [MEMBER BEST]
1. EYEWALL
新SE
2. 7th Trigger
21stシングル。表記はないが再ミックスを施した別バージョンとなっている。
3. IMPACT
8thアルバム『Ø CHOIR』収録曲。
4. CORE PRIDE
19thシングル
5. GOLD
15thシングル
6. NO.1
17thシングル。オリジナルバージョンはアルバム初収録。
7. 一滴の影響
30thシングル。オリジナルバージョンはアルバム初収録。
8. Fight For Liberty
24thシングル「Fight For Liberty / Wizard CLUB」の1曲目。オリジナルバージョンはアルバム初収録。
9. ALL ALONE
29thシングル「WE ARE GO/ALL ALONE」の2曲目。オリジナルバージョンはアルバム初収録。
10. PRAYING RUN
28thシングル「I LOVE THE WORLD」のカップリング曲。
11. THE OVER
22ndシングル
本アルバムDisc-3「BALLADE BEST (Re-Recording)」にも再録を施して収録。
12. CHANCE!
2ndシングル
13. Ø choir
8thアルバム『Ø CHOIR』収録曲。
14. LONE WOLF
9thアルバム『TYCOON』収録曲。
15. 在るべき形
8thアルバム『Ø CHOIR』収録曲。
16. 7日目の決意
26thシングル
17. MONDO PIECE
18thシングル

#### Disc 2 [FAN BEST]
1. 撃破
14thシングル「哀しみはきっと」のカップリング曲。アルバム初収録。
2. AWAYOKUBA-斬る
21stシングル「7th Trigger」のカップリング曲。オリジナルバージョンはアルバム初収録。
3. SHAMROCK
5thシングル
4. THE SONG
22ndシングル「THE OVER」のカップリング曲。アルバム初収録。
5. RANGE
31stシングル「DECIDED」のカップリング曲。アルバム初収録。
6. 白昼夢
6thアルバム『LIFE 6 SENSE』収録曲。
7. 激動
10thシングル「激動/Just break the limit!」の1曲目。オリジナルバージョンはアルバム初収録。
8. Colors of the Heart
4thシングル
9. 魑魅魍魎マーチ
18thシングル「MONDO PIECE」のカップリング曲。アルバム初収録。
10. SORA
4thシングル「Colors of the Heart」のカップリング曲。アルバム初収録。
11. WANNA be BRILLIANT
5thアルバム『LAST』収録曲。
12. LIFE
25thシングル「ナノ・セカンド」のカップリング曲。アルバム初収録。
13. ハイ!問題作
5thアルバム『LAST』収録曲。
14. LIFEsize
2ndアルバム『BUGRIGHT』収録曲。
15. Roots
3rdアルバム『PROGLUTION』収録曲。
16. シリウス
9thアルバム『TYCOON』収録曲。

#### Disc 3 [BALLADE BEST (Re-Recording)]
1. 美影意志
4thアルバム『AwakEVE』収録曲
2. 君の好きなうた
6thシングル
3. 心とココロ
5thアルバム『LAST』収録曲
4. SHOUT LOVE
9thアルバム『TYCOON』収録曲
5. 51%
2ndアルバム『BUGRIGHT』収録曲
6. クオリア
16thシングル
7. 優しさの雫
1stアルバム『Timeless』収録曲
8. 体温
12thシングルカップリング曲、アルバム初収録。
7月3日のZIP FMの公開収録で初披露された。
9. マダラ蝶
13thシングルカップリング曲、アルバム初収録。
10. MINORI
15thシングルカップリング曲、アルバム初収録。
11. 恋いしくて
11thシングル
12. 此処から
7thアルバム『THE ONE』収録曲
13. 言わなくても伝わる あれは少し嘘だ
27thシングルカップリング曲、アルバム初収録。
14. ほんの少し
9thアルバム『TYCOON』収録曲
15. THE OVER
22ndシングル
Disc-1「MEMBER BEST」にはオリジナルバージョンで収録されているが、本ディスクには再録バージョンで収録。

#### Disc 4 [LIVE ARCHIVES] (完全生産限定盤のみ)
※ は、初音源化。
1. 儚くも永久のカナシ (Tokyo Dome 2010.11.27) ※
2. 若さ故エンテレケイア (Tokyo Dome 2010.11.27) ※
3. just Melody (Tokyo Dome 2010.11.27) ※
4. 一石を投じる Tokyo midnight sun (Nippon Budokan 2011.12.25) ※
5. 神集め (Nippon Budokan 2011.12.25) ※
6. 勝者臆病者 (Yokohama Arena 2012.7.8) ※
7. トキノナミダ (Zepp DiverCity Tokyo 2013.2.28) ※
8. 浮世CROSSING (Nippon Budokan 2013.12.25) ※
9. DEJAVU (Nippon Budokan 2013.12.26) ※
10. UNKNOWN ORCHESTRA (Kyocera Dome 2014.7.5)
ライヴ映像『UVERworld Live at Kyocera Dome Osaka 2014.07.05』初回生産限定盤付属の特典CDより。
11. 誰が言った (Yoyogi National First Gymnasium 2015.9.3) ※
12. シャカビーチ～Laka Laka La～ (Yoyogi National First Gymnasium 2015.9.3) ※
13. I LOVE THE WORLD (Yoyogi National First Gymnasium 2015.9.6) ※
14. EMPTY96 (Nippon Budokan 2015.12.25)
ライヴ映像『UVERworld PREMIUM LIVE on Xmas 2015 at Nippon Budokan』初回生産限定盤付属の特典CDより。
15. DISCORD (Nippon Budokan 2015.12.25)
ライヴ映像『UVERworld PREMIUM LIVE on Xmas 2015 at Nippon Budokan』初回生産限定盤付属の特典CDより。
16. Collide (Saitama Super Arena 2017.2.11) ※
9thアルバム『TYCOON』初回生産限定盤付属の特典CDにも同公演の音源が収録されているが、冒頭の音源が異なっている。

### DVD & Blu-ray (初回限定盤A・Bのみ)
LIVE MOVIE ARCHIVES
1. CHANCE! (Tokyo Dome 2010.11.27)
2. Roots (Tokyo Dome 2010.11.27)
3. 白昼夢 (Zepp Sendai 2011.7.21)
4. 優しさの雫 (Yokohama Arena 2012.7.8)
5. MONDO PIECE (Nippon Budokan 2013.12.26)
6. Ø choir (Kyocera Dome 2014.7.5)
7. THE OVER (Kyocera Dome 2014.7.5)
8. 在るべき形 (Yoyogi National First Gymnasium 2015.9.3)
9. GOLD (Yoyogi National First Gymnasium 2015.9.6)
10. 魑魅魍魎マーチ (Kumamoto B.9 2016.12.7)
11. PRAYING RUN (2016.12.21 OSAKA-JO HALL)
12. CORE PRIDE (Saitama Super Arena 2017.2.11)
13. 一滴の影響 (Yokohama Arena 2017.12.21)

### デジタル配信

#### FAN BEST (EXTRA EDITION)
1. REVERSI
2. 儚くも永久のカナシ
3. Don't Think.Feel
4. UNKNOWN ORCHESTRA
5. 一億分の一の小説
6. 哀しみはきっと
7. just Melody
8. 浮世CROSSING
9. Q.E.D.
10. DECIDED
11. GO-ON
12. ODD FUTURE
13. endscape
14. ナノ・セカンド

## 演奏
Disc 1
- Def Phoenix：Male Voice (#3)
- Jessica Imani Dawson：Female Voice (#3)
- 中西康晴：Piano (#3.4.8.10.15)
- 弦一徹ストリングス：Strings (#6.8)
- 弦一徹：Violin (#14)

Disc 2
- 弦一徹ストリングス：Strings (#2.6)
- 中西康晴
  - Piano (#2.16)
  - Rhodes (#12)

Disc 3
- 中西康晴：Piano (#1.2.7.8.10)
- 弦一徹ストリングス：Strings (#2.12)
- Def Phoenix：Chorus (#4)
- 灰野一平：Piano (#11)

## ファン投票と投票結果
2018年5月1日午前0:00〜5月20日午後23:59にわたって特設サイトにて実施。投票条件として、「ODD FUTURE」までにリリースされたUVERworldのシングル及びアルバム収録楽曲の中から一人3曲まで投票ができ、同楽曲への複数投票は不可。総投票者数は70528人。
5月14日正午までの投票を集計し”中間発表”として30位まで公開された。（この時点で投票者数は60891人）
| 最終順位 | 曲のタイトル        | 中間発表時の順位 |
| -------- | ------------------- | ---------------- |
| 1        | THE OVER            | 1                |
| 2        | MONDO PIECE         | 2                |
| 3        | 在るべき形          | 3                |
| 4        | マダラ蝶            | 5                |
| 5        | Ø CHOIR             | 4                |
| 6        | PRAYING RUN         | 6                |
| 7        | 一滴の影響          | 7                |
| 8        | CHANCE!             | 8                |
| 9        | CORE PRIDE          | 9                |
| 10       | 7th Trigger         | 10               |
| 11       | 7日目の決意         | 11               |
| 12       | 撃破                | 12               |
| 13       | Fight For Liberty   | 13               |
| 14       | AWAYOKUBA-斬る      | 14               |
| 15       | SHAMROCK            | 15               |
| 16       | 君の好きなうた      | 16               |
| 17       | THE SONG            | 17               |
| 18       | 美影意志            | 19               |
| 19       | 心とココロ          | 20               |
| 20       | RANGE               | 18               |
| 21       | 白昼夢              | 21               |
| 22       | 激動                | 24               |
| 23       | Colors of the Heart | 22               |
| 24       | 魑魅魍魎マーチ      | 23               |
| 25       | 体温                | 25               |
| 26       | SORA                | 26               |
| 27       | WANNA be BRILLIANT  | 27               |
| 28       | LONE WOLF           | 28               |
| 29       | LIFE                | -                |
| 30       | ハイ!問題作         | 30               |
| 31       | LIFEsize            | -                |
| 32       | クオリア            | -                |
| 33       | Roots               | -                |
| 34       | ALL ALONE           | -                |
| 35       | シリウス            | -                |
| 36       | REVERSI             | 29               |
| 37       | 儚くも永久のカナシ  | -                |
| 38       | GOLD                | -                |
| 39       | Don't Think.Feel    | -                |
| 40       | UNKNOWN ORCHESTRA   | -                |
| 41       | 一億分の一の小説    | -                |
| 42       | SHOUT LOVE          | -                |
| 43       | 哀しみはきっと      | -                |
| 44       | NO.1                | -                |
| 45       | 51%                 | -                |
| 46       | D-tecnoLife         | -                |
| 47       | =                   | -                |
| 48       | just Melody         | -                |
| 49       | 浮世CROSSING        | -                |
| 50       | Q.E.D.              | -                |

本作の歌詞カードにある曲目リストにて各曲の最終順位が公開されている。投票結果の発表は50位までだが、収録曲であればランク外の順位も確認することができる。